# District de Bulandshahr
Le district de Bulandshahr (en hindi : बुलन्दशहर ज़िला, en ourdou : بلند شہر ضلع) est une unité administrative de la division de Meerut dans l'État de l'Uttar Pradesh, en Inde.

## Géographie
Le centre administratif du district est Bulandshahr. 
La superficie du district est de 4 512 km2 et la population était en 2011 de 3 499 171 habitants.
Le taux d'alphabétisation est de  70,19 %.